# 貝爾金
貝爾金公司是一家專於連結性裝置的全球電腦硬體生產商。主要銷售對象為一般消費性與商業市場，產品包括iPhone與iPod周邊產品、交換器、集線器（包含USB與電腦網路）、電纜線、不斷電系統及其他週邊。
貝爾金於1983年由現時的總裁在加州康普頓創立，並曾兩次被企業雜誌列為500間成長最快的美國私有公司之一。現時貝爾金的總部位於加州普雷亚维斯塔。
名稱「貝爾金(BELKIN)」是由 Chet(Chester) Pipkin 的名字最後三個字母及共同創辦人的姓首三個字母組成。Steve Bellow 後來離開貝爾金並創立了自己的私有電腦電纜線公司。
2013年3月，貝爾金收購了思科系統旗下的無線網路裝置品牌Linksys，及Wemo與Phyn等品牌。
貝爾金在2017年9月30日的財政年度銷售額約7.89億美元（約新台幣229.29億元），獲利466.3萬美元（約新台幣1.36億元），在14個國家擁有22家附屬公司。

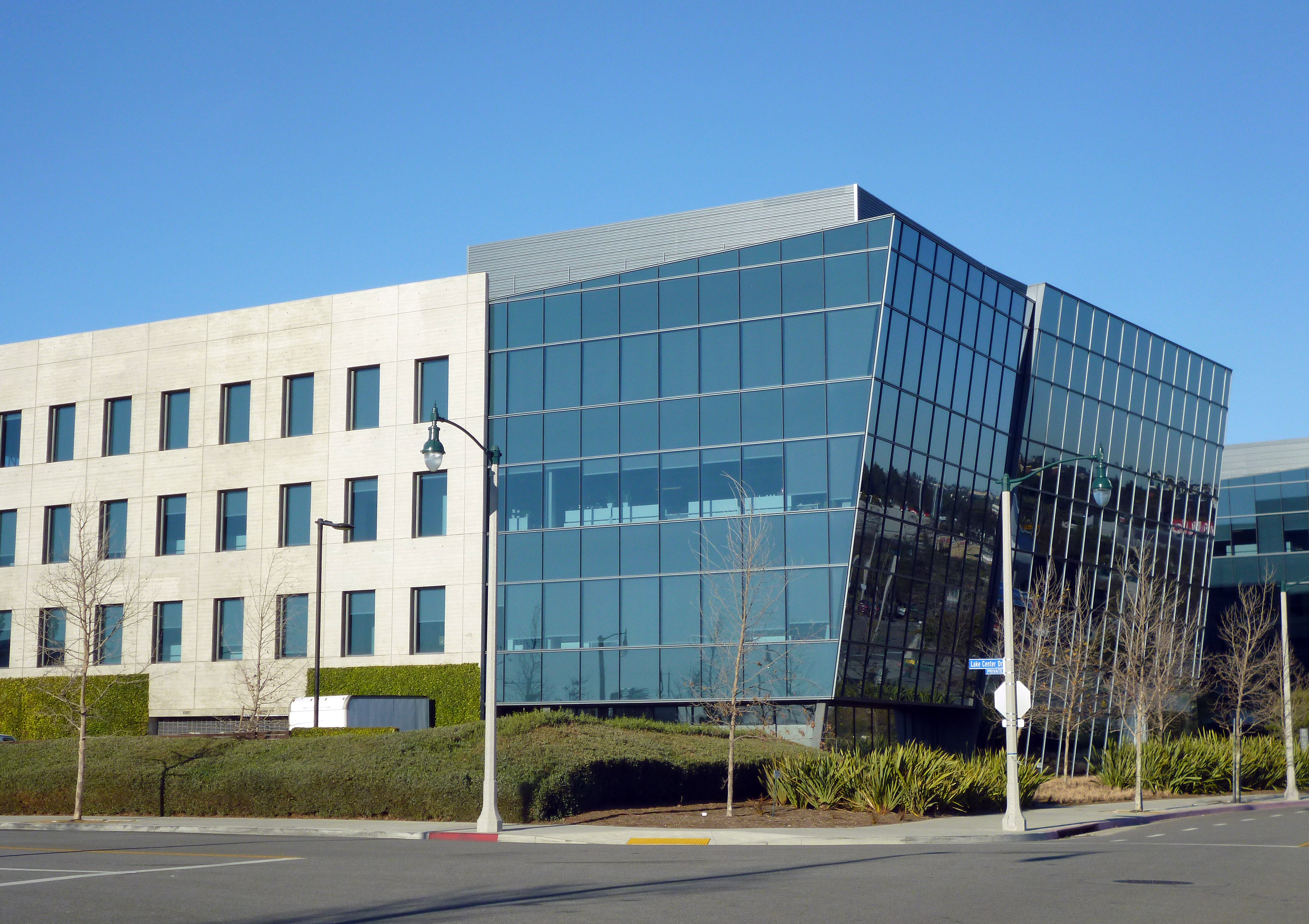
貝爾金設在洛杉磯的總部

2018年3月27日，鸿腾精密科技股份有限公司（鴻海子公司）斥資8.66億美元（約當新台幣251.8億元），收購貝爾金公司（Belkin International, Inc.），正式入主這家蘋果配件與週邊生產商。

## 無線網絡
貝爾金是一家大型無線網絡設備供應商，在2005年1月以pre-N的名稱發行了其中一款最早的MIMO路由器。

## 其他產品
貝爾金的產品包括網絡解決方案、iPod播放器與XM播放裝置配件、電纜線、電源及用於家庭影院設備的數位無線配件。自2002年起貝爾金成為了最成功蘋果iPod配件製造商之一，2003年貝爾金發行了鍵盤/手柄混合型週邊 Nostromo SpeedPad n52，在2006年1月的國際消費電子展上貝爾金宣佈將發行名為 CableFree USB 的首款商業用超寬頻產品。

## 獎項與表揚
由一個在加州霍桑擁有2名雇員及首年10萬元銷售額的車庫起家，貝爾金現已成為其產業成長最快的公司之一，擁有超過1000名雇員與全球10億元的銷售額。除曾獲得企業雜誌授予的2003年 Hall of Fame 外，貝爾金亦曾兩次名列於「500間成長最快的美國私有公司」、連續六年名列於「Inner City Top 100」以及五年名列於洛杉磯商報的「成長最快的私有公司」。貝爾金的產品亦獲得無數來自不同媒體的讚揚與嘉許，包括了華爾街日報、CNN、CNET、科技新時代、GQ與紐約時報。

## 醜聞
贝尔金公司於2003年時，透過某一個版本的无线路由器對其使用者造成中間人攻擊。它会周期性的接管通过它的HTTP连接，阻止数据包到达目的地。并将它自己对请求的回应作为应答返回。而它发送的回应，则是在用户原本应该显示网页的地方，显示一个关于其他贝尔金产品的广告。在遭到了解技术详情的用户的强烈抗议后，这个功能被贝尔金从路由器后续版本的固件中删除。

## 外部連結
- Belkin 官方網站 （页面存档备份，存于）